# Spoorlijn Kufstein - Innsbruck
De spoorlijn Kufstein–Innsbruck is een dubbelsporige geëlektrificeerde hoofdspoorlijn in Oostenrijk die als k.k. Nordtiroler Staatsbahn gebouwd werd en op  24 november 1858 werd geopend. Ze loopt tussen de Duits-Oostenrijkse grens bij Kufstein en Innsbruck langs de Inn door Tirol, in aansluiting op de de spoorlijn Rosenheim - Kufstein. De lijn is onderdeel van de TEN verbinding Berlijn – Palermo. De lijn is eigendom van en wordt onderhouden door ÖBB Infrastruktur.